# Enciclopedist
Termenul enciclopedist se folosește în mod normal pentru a denumi un grup de iubitori de cunoaștere, filozofi (oameni de știință, medici, juriști, lingviști, teologi, artiști) francezi (în cea mai mare parte) care au colaborat în secolul al XVIII-lea la realizarea Encyclopédie ou Dictionnaire raisonné des sciences, des arts et des métiers sub conducerea lui Denis Diderot. De asemenea, este folosit și ca termen general pentru a numi persoanele care contribuie la scrierea unei enciclopedii.

## Enciclopedia lui Diderot și d'Alembert
Format:ApArticolul principal: Encyclopédie ou Dictionnaire raisonné des sciences, des arts et des métiers
Encyclopedie a fost o lucrare colectivă, și nu doar derivată din opera lui Diderot și D'Alembert. Ambiția totalizantă a celor doi a reprezentat un efort de documentare și sinteză care nu ar fi putut fi realizat de doar câțiva indivizi izolați. La realizarea Encyclopédie-i a colaborat un întreg grup de aproximativ 160 de persoane de cele mai variate ocupații, precum scriitori, oameni de știință, artiști, magistrați, teologi, nobili și artizani care erau cunoscuți ca les encyclopédistes. Diderot, în articolul Enciclopedia al propriei sale opere, descrie acele persoane în felul următor: ocupat fiecare cu partea lui și uniți doar de interesul general al speciei umane și de un sentiment de reciprocă bunăvoință.

### Enciclopediști relevanți
- Denis Diderot — Editor principal; economie, arte mecanice, filozofie, politică și religie, printre altele.
- Jean le Rond d'Alembert — editor; științe (în special matematică), afaceri contemporane, filozofie și religie, printre altele.
- André Le Breton — Redactor; articole în cerneală
- Louis Jean Marie Daubenton — Istorie naturală
- Paul Henri Thiry d'Holbach — Științe, (Chimie, mineralogie), metalurgie, politică și religie, printre altele.
- Louis de Jaucourt — economie, literatură, medicină și politică, printre altele. El a fost enciclopedistul care a contribuit cu mai mult de 17.288 de articole, ceea ce înseamnă o medie de 8 articole pe zi între anii 1759 și 1765.
- Jean-Jacques Rousseau — muzică, teorie politică.
- Anne Robert Jacques Turgot, Baron de Laune - economie, etimologie, filozofie și fizică .
- Voltaire - istorie, literatură și filozofie.
- Montesquieu — parte a articolului gust (franceză „goût”)
- François Quesnay — Articole pentru fermier și cereale.

### Lista neexhaustivă a enciclopediștilor
Encylopédie în original este formată din 28 de volume, cu 71.818 articole și 3.129 ilustrații.
Paternitatea a mai mult de jumătate din articolele din Encyclopédie este necunoscută. Diderot și d'Alembert i-au citat uneori pe autori în introducerile și prefețele (avertissements) mai multora dintre volume. În ediția Encyclopédie de pe Wikisursă se poate vedea lista articolelor fiecărui autor, utilizând linkul de aici: Collaborateurs de l'Encyclopédie (1751-1772)
De asemenea au existat și autori care au dorit ca contribuția lor (sau a unora dintre ei) să rămână neatribuită pentru a-și păstra astfel anonimatul.
Există aproximativ 11 000 de intrări in care este citat Chambers⁠(d), (in Cyclopaedia⁠(d)). Aceste intrări sunt fie traduse pur și simplu din engleză (caz în care nu apar semnate), fie adaptate sau corectate la momentul includerii lor în Encyclopédie, iar în aceste cazuri apare de obicei intrarea semnată de vreunul dintre contribuitori.
De asemenea au existat și colaboratori care au încetat, după ce au scris mai multe intrări, să mai contribuie la Encyclopédie din cauza unor discuții cu coordonatorii sau a problemelor de asociere a numelui lor cu Encyclopédie.
În diverse cazuri a fost posibil să se constate paternitatea unora dintre articolele nesemnate. În general, acestea sunt texte deja publicate înainte de apariția lor în Encyclopédie, sau apărute în publicațiile ulterioare ale respectivilor contribuitori. În alte cazuri, au fost găsite manuscrise sau notații de-ale respectivilor contribuitori și/sau editori.
Ediția critică digitalizată și colaborativă a Encyclopédie-i (ENCCRE, Édition Numérique Collaborative et CRitique de l'Encyclopédie, de la Academie de sciences de France) conține cele mai recente date despre contribuitori și despre contribuțiile acestora. Lucrarea de verificare a autorilor și a contribuțiilor în ENCCRE este publicată în special în două articole ale lui Frank A. Kafker.